# Корболоне (Венеција)
Корболоне (итал. Corbolone) је насеље у Италији у округу Венеција, региону Венето.
Према процени из 2011. у насељу је живело 1014 становника. Насеље се налази на надморској висини од 2 м.